# 李大维 (军人)
李大维（1950年—），籍貫安徽阜阳，生于福建金门，前中華民國陸軍航空兵少校，1983年自台灣叛逃至中國大陸，為中国人民解放军空军指挥学院训练部副部长、中国人民解放军大校军衔、全国政协委员。

## 生平
1950年，李大维生于福建省金門縣，同年随父母到台湾。父亲是安徽阜阳人，自幼被送到庙中习武。父亲有一次被国军士兵们欺负，在冲突中将对方的枪都打断了，路过的长官桂永清就叫父亲教士兵习武。后来，父亲受到蒋介石赏识，奉命保护张学良，和张学良关系很好。由于这一机缘，从6岁到10岁，李大维常和张学良及赵四小姐接触。李大维妹妹的公公是国军一级上将刘安祺，刘安祺退休后，有次和李大维等人到海水浴场玩，晚上睡在同一个帐篷闲谈。刘安祺对李大维说：「中国共产党官兵一致、追求理想，而国军实在太腐败、派系多，并认为中国最后会统一。」
1968年，李大维考入中央陆军军官学校，后到部队执行观测任务，两度获得“克难英雄”称号。

### 駕機叛逃大陸
1983年4月22日，时任中华民国陆军航空兵少校分队长的李大维驾驶陆军8108号U-6A型“海狸”效用机从台湾花莲机场起飞，在宁德三都港盘旋时还被误会遭到高炮射击，12时25分在中华人民共和国福建省宁德县三都岛海滩降落。1983年4月30日，中国人民解放军福州军区司令员杨成武亲自给他颁奖，并给予15万元人民币奖励。此后他加入中国人民解放军。
来到中國大陆后，他曾任中国人民解放军空军西安第十六航校副校长、中国人民解放军空军指挥学院训练部副部长。他还先后担任全国青联第六、七、八届常委、全国政协第六、七、八、九、十届委员、全国台联理事等职。

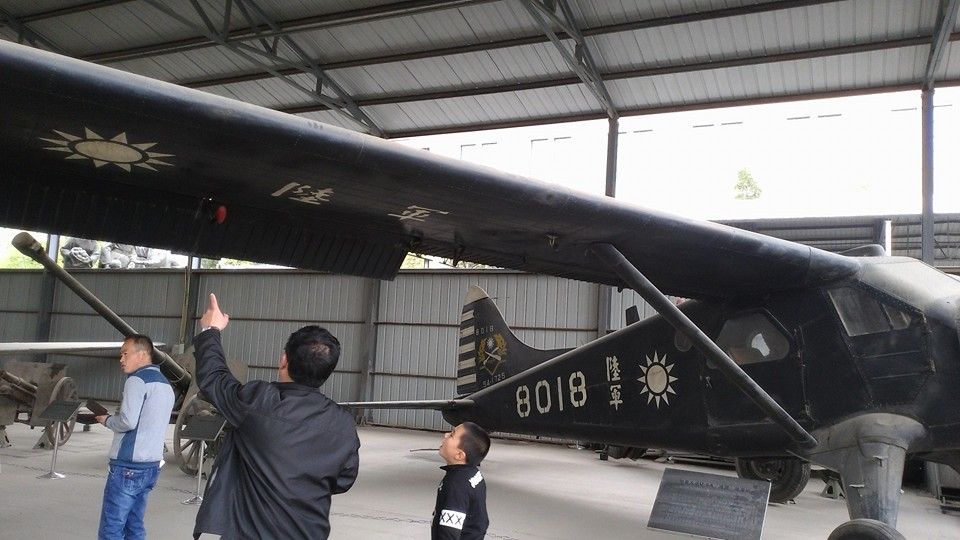
李大维驾驶的U-6A

1984年，李大维参加了中国中央电视台春节联欢晚会，演唱了台湾歌曲《默默地祝福你》。这首歌是李大维自己提出来想唱给仍在台湾的女儿听，李大维离开时女儿刚2岁。李大维到中国大陆后，和女儿一直都没有联系。直到2011年，女儿回台湾遇到李大维的同学，才知道父亲没有死，而是在大陆。后来父女二人在深圳见面。女儿是加拿大籍，在台北当英文教师。李大维当年驾驶飞到大陆的那架U-6A型“海狸”效用机，后来被收藏在中国人民革命军事博物馆。